# Crusader (char)
Pour les articles homonymes, voir Crusader.
Le Crusader est un char d'assaut britannique de la Seconde Guerre mondiale. Il fut le char Cruiser le plus construit (5 300 exemplaires). Très utilisé en 1942 en Libye et en Égypte, il ne pouvait égaler le Panzer IV allemand qu'à courte distance, où son canon était aussi efficace.

## Histoire
En 1939, la compagnie Nuffield Mechanisation and Aero se vit proposer de participer à la production du char A13 Mk III (futur Cruiser Mk V « Covenanter »), qui était encore au stade de la conception. Nuffield préféra travailler sur sa propre version de l'A13. Ce nouveau char fut accepté sous la désignation officielle de Tank, Cruiser, Mk VI Crusader, ou A15 : le Crusader n'est donc pas une version améliorée du Covenanter, mais un projet parallèle. Malgré son début plus tardif, le prototype du Crusader fut prêt six semaines avant le premier Covenanter.
Contrairement aux premiers Cruisers à suspension Christie, le Crusader avait cinq roues porteuses de chaque côté pour améliorer la répartition du poids. Il avait un moteur différent de celui du Covenanter (le Nuffield Liberty L-12, à l'origine un moteur d'aviation), une direction différente et un refroidissement conventionnel par radiateurs dans le compartiment moteur. À l'avant à gauche (où se trouvait le radiateur du Covenanter), était montée une petite tourelle auxiliaire armée d'une mitrailleuse Besa. Cette tourelle n'était pas facile à utiliser et fut souvent supprimée pour le combat, ou laissée vide.
La tourelle principale des deux chars était la même. Les premières produites avaient un masque de canon « semi-interne », qui fut rapidement remplacé par un grand masque mieux blindé muni de trois glissières verticales : une pour le canon, une pour une mitrailleuse coaxiale Besa et une pour une lunette d'approche.

## Histoire au combat

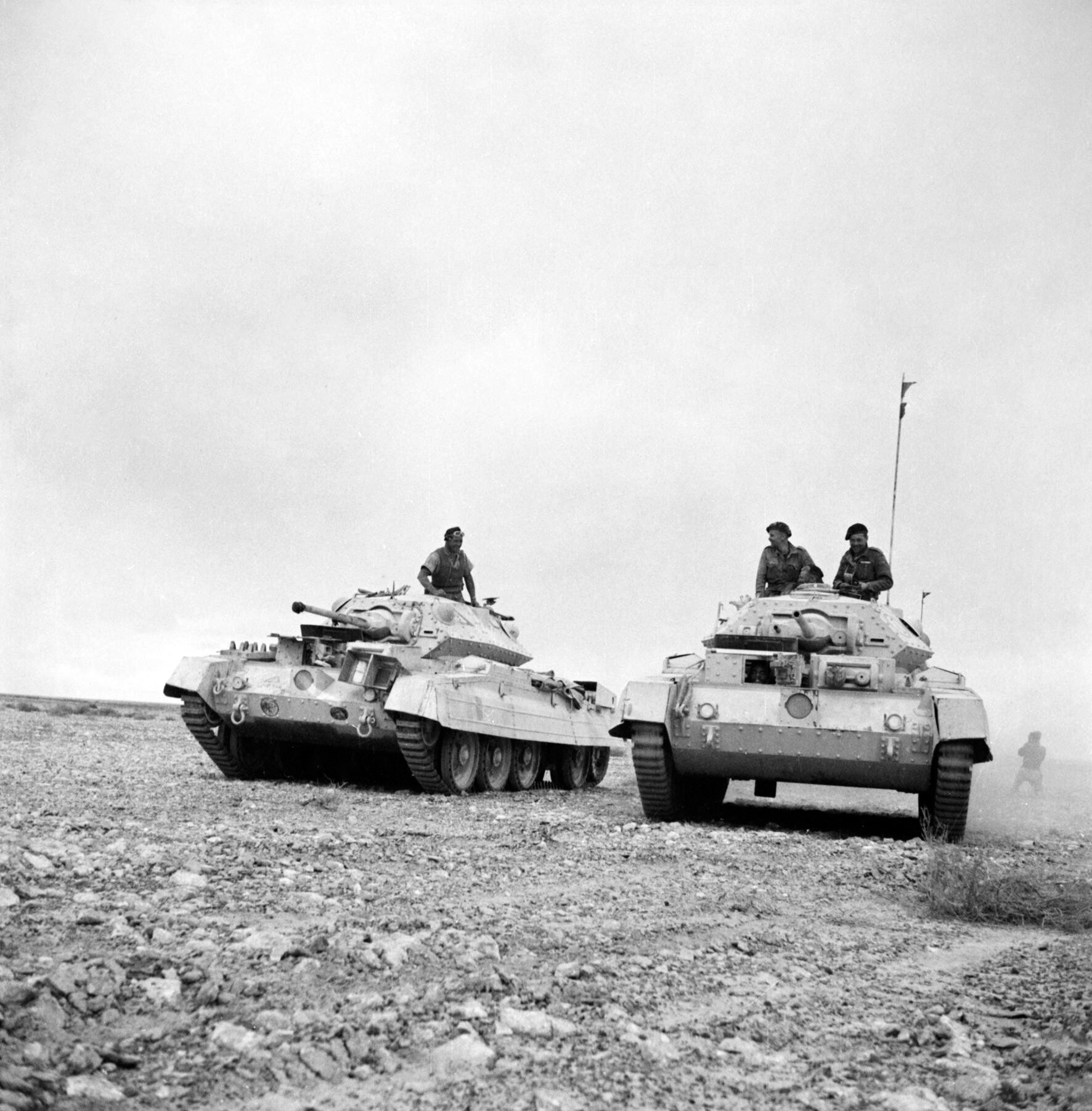
2 Crusader en Afrique du Nord, 26 novembre 1941. Remarquer le masque de canon « ancien modèle ».

Le Crusader connut son baptême du feu lors de l'opération Battleaxe (juin 1941) et joua un rôle crucial dans l'opération Crusader, nommée d'après lui (nov-décembre 1941). 
Bien que plus rapide que tous ses opposants, son potentiel apparut limité par son canon peu puissant, son blindage mince et ses problèmes mécaniques. Un élément particulièrement gênant était le manque de munitions à effet brisant- elles existaient mais ne leur furent jamais fournies. Les forces blindées de l'Axe mirent au point une tactique extrêmement efficace contre les Crusaders : ils les attaquaient puis se retiraient derrière une ligne de canons anti-char dissimulés. Les chars qui se lançaient à leur poursuite se trouvaient alors sous le feu de l'artillerie, qui était hors de portée de leurs canons et qu'ils n'avaient pas de munitions pour attaquer efficacement. Ils ne pouvaient que se retirer sous le feu ou essayer de la dépasser, deux options également dangereuses.
À la fin de la guerre du Désert, l'existence de meilleurs chars comme le M4 Sherman et le Cromwell relégua le Crusader à des tâches secondaires comme affût d'armes anti-aérienne ou tracteur d'artillerie. Il fut utilisé de cette manière jusqu'à la fin de la guerre.
Le 11e régiment de cuirassiers français est équipé en 1945 de Mk VI pour l'occupation de l’Allemagne.

## Modèles

### Crusader I (Cruiser Mk VI)

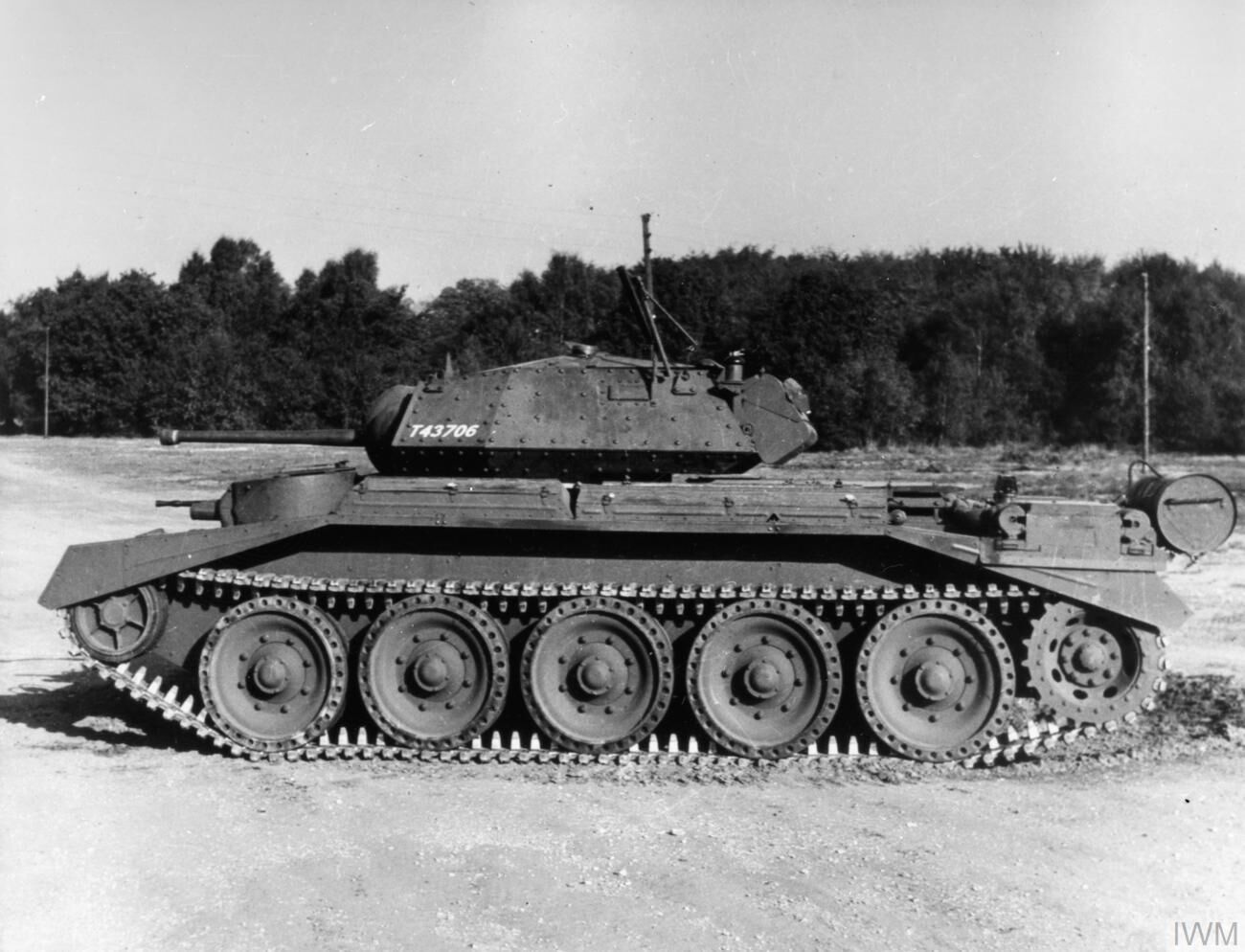
Crusader I. La tourelle auxiliaire est visible.

Modèle original. La tourelle auxiliaire fut souvent retirée en opération.
- Crusader I CS (Cruiser Mk VI CS) (CS pour Close Support, soutien rapproché) : au lieu du canon Ordnance QF 2 pounder, cette version possédait un obusier de 3 pouces dans la tourelle.

### Crusader II (Cruiser Mk VIA)
Il disposait d'un blindage amélioré à l'avant de la caisse et à l'avant de la tourelle. Comme sur le Mk I, la tourelle auxiliaire était souvent retirée.
- Crusader II CS (Cruiser Mk VIA CS) avec un obusier de 3 pouces dans la tourelle.
- Version de commandement : canon factice et deux radios no 19.

### Crusader III

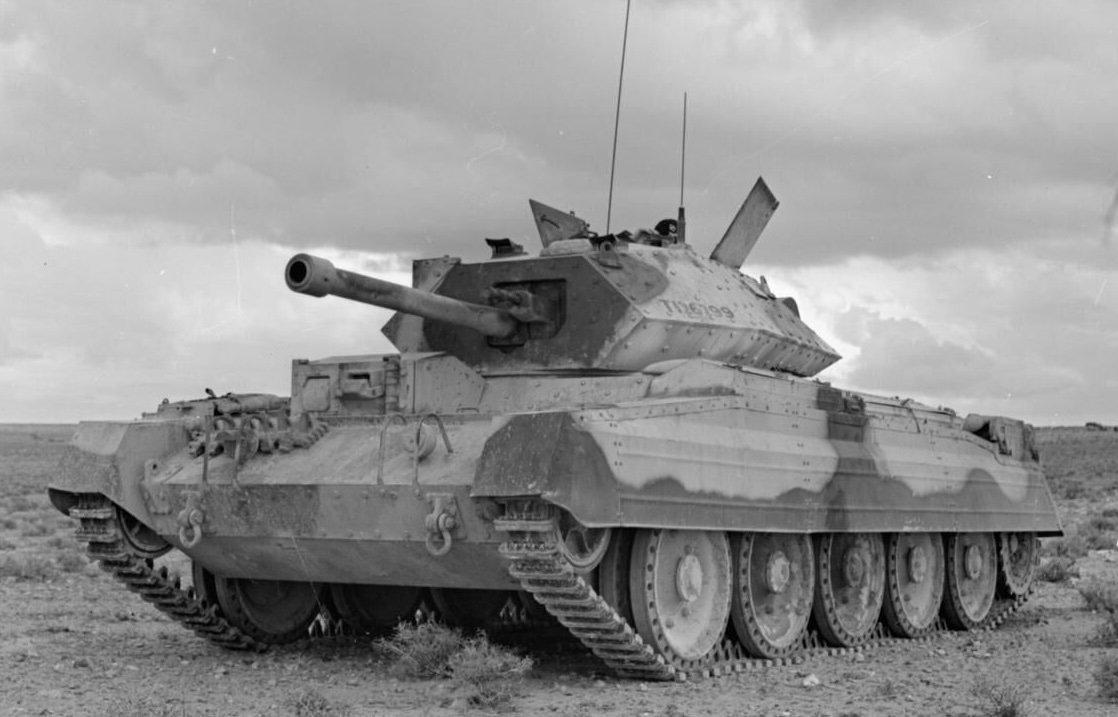
Crusader III.

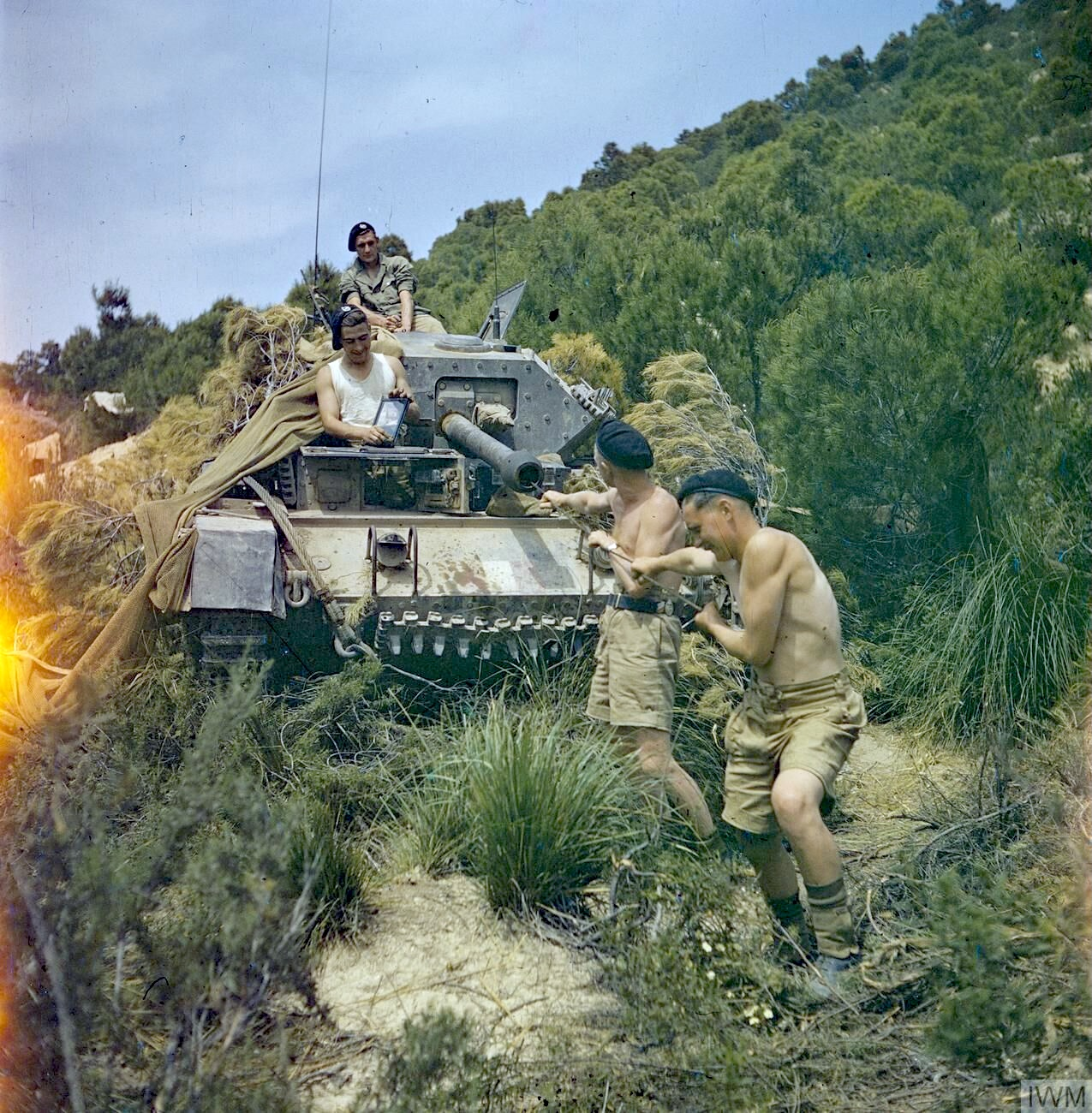
Char avec un canon 6-pdr, en Tunisie en 1943.

En raison des délais de fabrication du char Cavalier, le Crusader fut le premier blindé britannique à recevoir le canon Ordnance QF 6 pounder. Cela obligeait à supprimer le poste du pourvoyeur, le chef de char devant jouer aussi ce rôle. Le Crusader III connut son baptême du feu à la seconde bataille d'El Alamein (octobre 1942).
- Version d'observation : canon factice, deux radios no 19 et deux radios no 18.

### Crusader III, AA Mk I
Le canon QF 6 livres est remplacé par un canon antiaérien Bofors 40 mm à chargement automatique monté dans une tourelle à toit ouvert (AA signifie Anti-Aircraft). L'équipage de quatre personnes comptait un pourvoyeur.

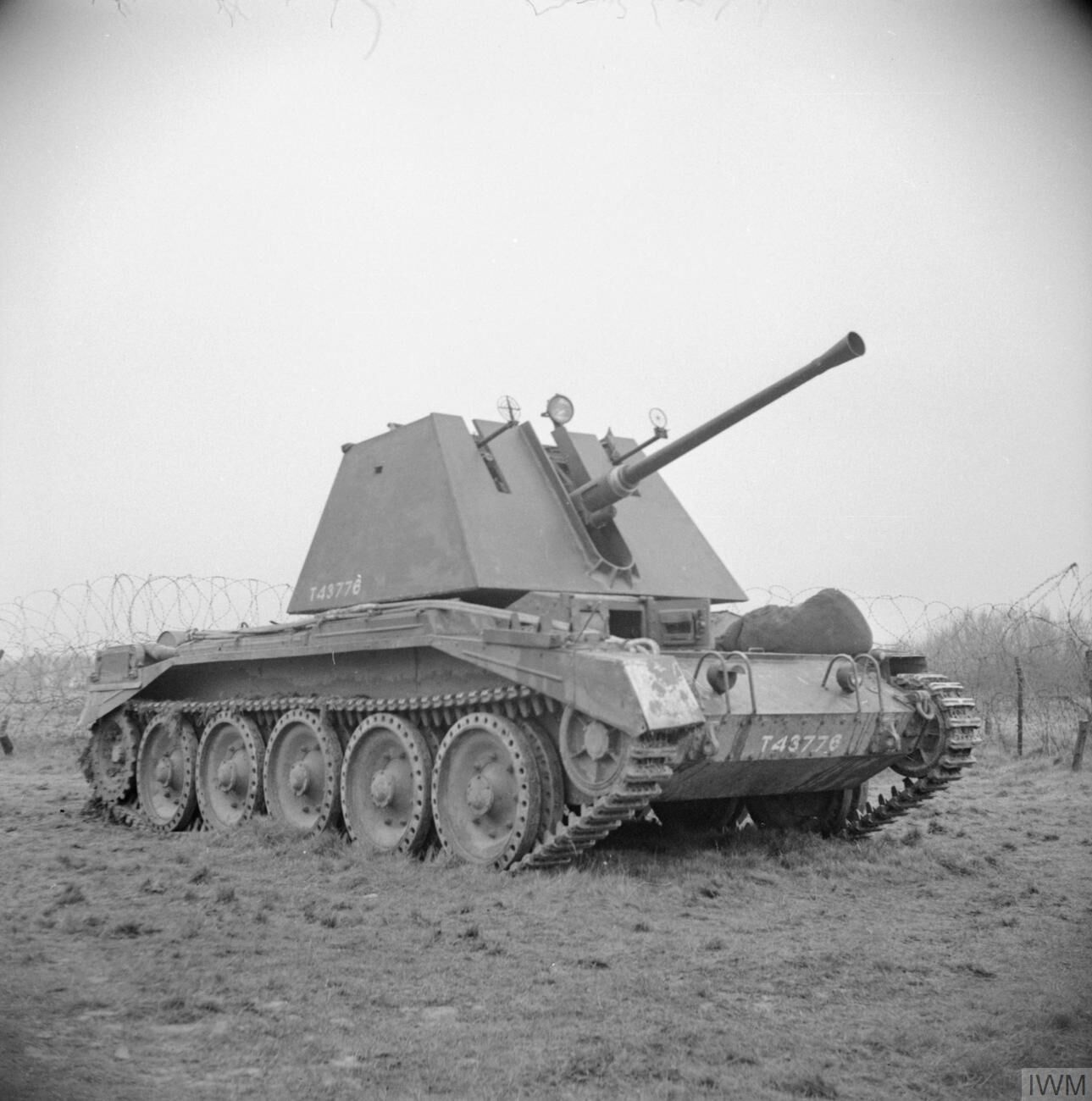
Crusader AA à l'École d'entraînement des blindés de Lulworth Ranges (Dorset), le 25 mars 1943.

### Crusader III, AA Mk II / Mk III
Deux canons anti-aériens Oerlikon 20 mm. Le Mk III se distinguait seulement du Mk II par la position de la radio, installée dans l'habitacle pour faire de la place dans la tourelle. Il y eut également une version à 3 canons, produite en très petites quantités.    Aucun de ces modèles ne fut très utilisé, du fait de la supériorité aérienne des alliés.
|  |  |

### Crusader II, Gun Tractor Mk I
Sur ce modèle servant de tracteur d'artillerie pour le canon antichar Ordnance QF 17 pounder,  la tourelle est remplacée par un simple compartiment blindé.

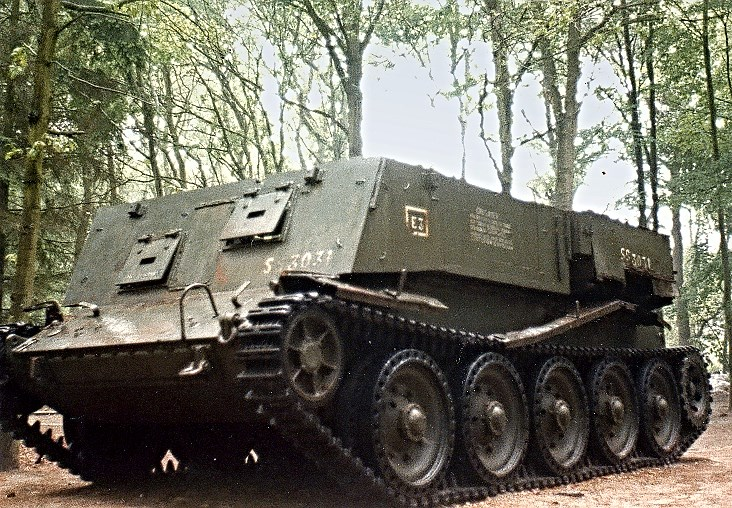
Crusader II tracteur d'artillerie.

### Crusader ARV Mk I

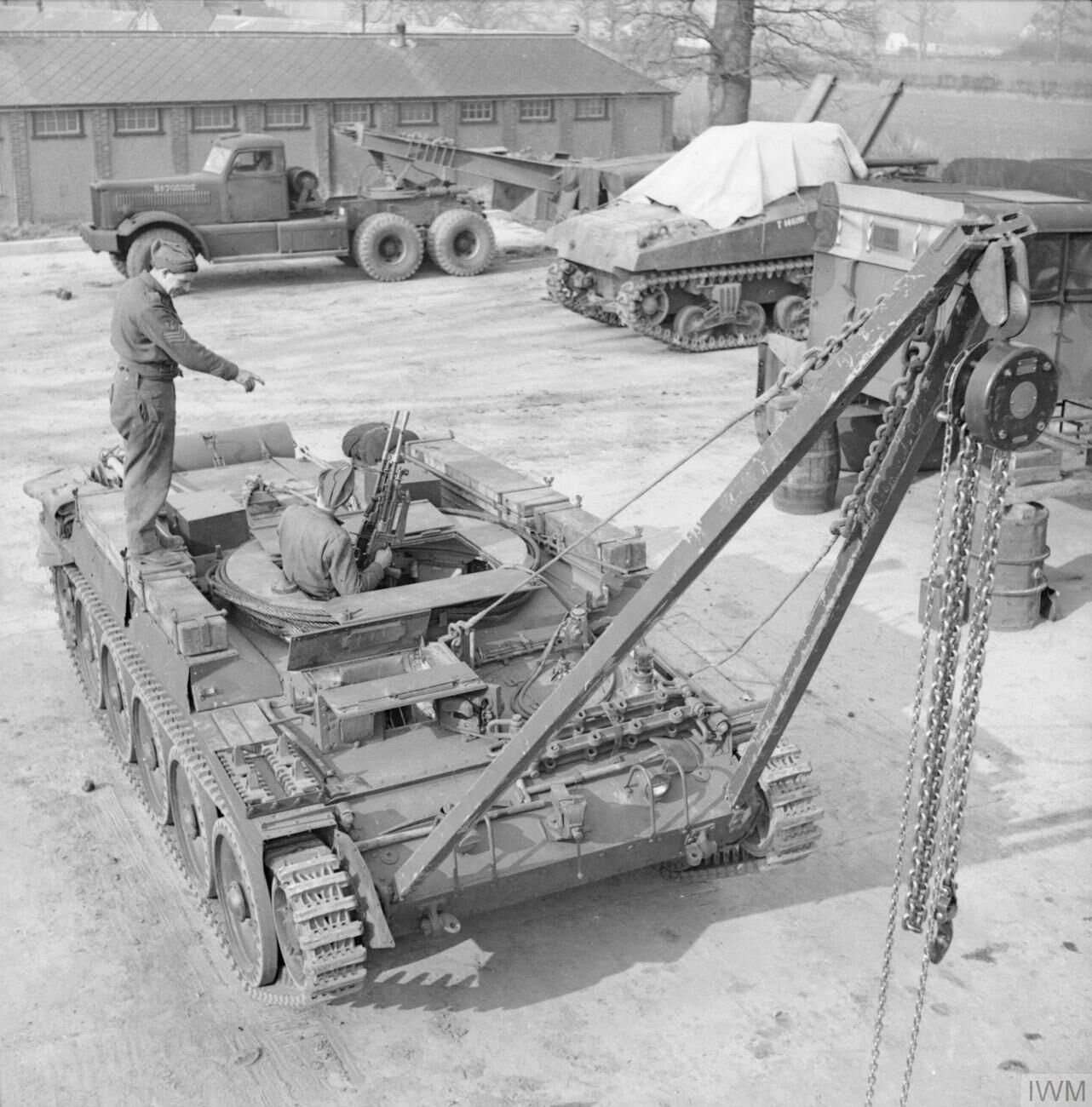
Crusader ARV.

Un seul prototype de ce véhicule d'assistance sans tourelle fut construit en 1942.

### Crusader SP Guns
- Après la guerre, on construisit, sans doute à fin de test, un modèle avec un canon de 5,5 pouces dirigé vers l'arrière (comme celui du chasseur de chars Archer).
- Certains Crusader vendus après la guerre à l'Argentine furent transformés en canons automoteurs avec des canons français de 75 ou de 105 mm.

### Équipements supplémentaires
- Anti-Mine Roller Attachment (AMRA) Mk Id : un système destiné au déminage, constitué de 4 rouleaux suspendus à un cadre. On pouvait augmenter leur poids en les remplissant d'eau, de sable, etc.
- Kit amphibie, constitué de 2 éléments attachés sur les côtés de la caisse, des lames à fixer aux chenilles pour la propulsion aquatique et des tuyaux adaptables aux entrées et aux sorties d'air.

## Dans la culture populaire

### Dessin animé
Le Crusader apparaît dans le manga Girls und Panzer en tant que char du lycée Saint-Gloriana.

### Jeux vidéo
Le Crusader apparaît dans plusieurs jeux vidéos, tels que War Thunder, World of Tanks et World of Tanks Blitz. Dans le jeu vidéo Call of Duty 2, il est le principal char de combat dans la campagne britannique d'Afrique du Nord. On peut constater au fil de la campagne son remplacement par le char M4 Sherman.